# Mercedes-Benz OM 601/OM 602/OM 603

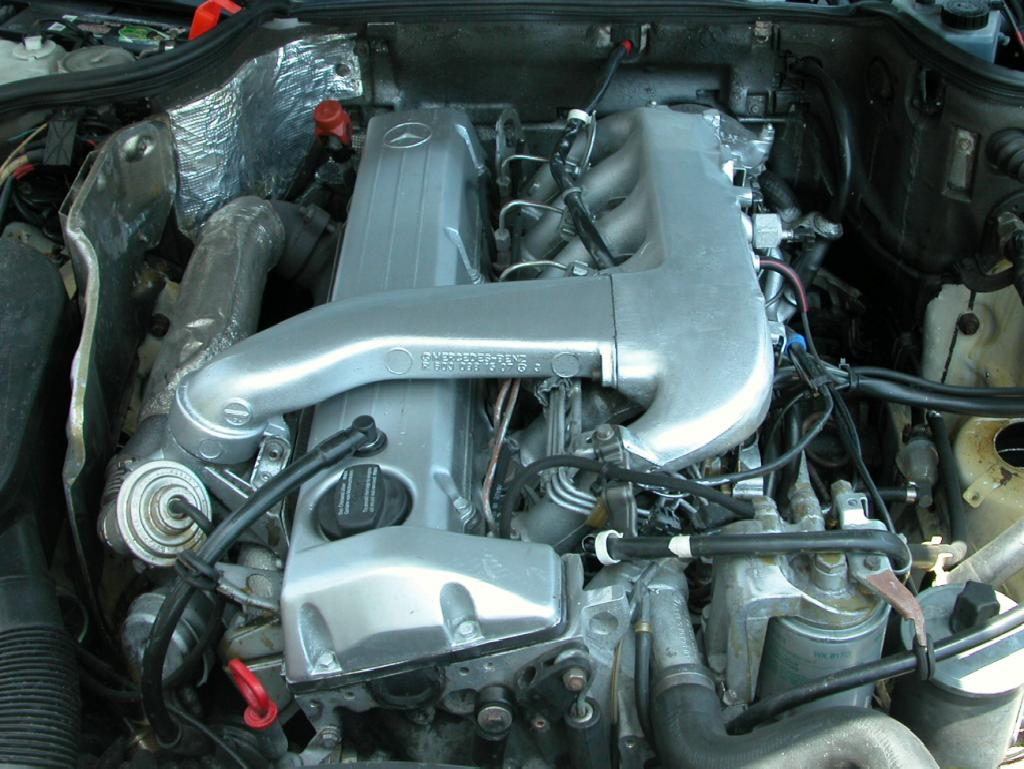
Mercedes-Benz OM 60

OM 601 від Mercedes-Benz - це чотирициліндровий дизельний двигун з передкамерним уприскуванням, який був представлений в 1983 році в моделі середнього класу 190 D. Рядний двигун технічно тісно пов'язаний з п'яти- та шестициліндровими похідними моделями OM 602 та OM 603, які також використовувалися в серії 124 (попередник сьогоднішнього E-Class).

## Технології
Блок двигуна виготовлений із сірого чавуну, як і у попередника з сухими гільзами циліндрів із відцентрового лиття, а головка блоку циліндрів — із легкого металу. Подвійний ланцюг приводу ГРМ приводить в рух рядний насос уприскування Bosch і верхній розподільний вал, який керує двома клапанами на циліндр через ковшові штовхачі з гідравлічною компенсацією зазору клапанів. Суміш готується в попередніх камерах з кульовими головками, свічками розжарювання та форсунками з плоским штифтом.
OM 601 не тільки набагато компактніший за свого попередника OM 615, але й значно легший. Порівняно з попередньою серією, блок двигуна має більш сучасний дизайн, з більшою кількістю ребер жорсткості та тоншими стінками, які простягаються над центром колінчастого вала. OM 601 на 49 кг легший за OM 615 (з маслом і охолоджуючою рідиною). Крім того, він пропонує більший крутний момент і максимальну потужність, одночасно знижуючи споживання палива та викиди.
Двигуни ОМ 602 і ОМ 603 відрізняються від ОМ 601 тільки більшою кількістю циліндрів. Усі основні розміри, а також діаметр і хід циліндра однакові (за винятком версій з більшим робочим об’ємом). Вони також мають однакову літрову потужність і майже однакову криву крутного моменту. Усі поршні, шатуни, форсунки та форсунки ідентичні.
З початку серійного виробництва три двигуни оснащені так званим змієподібним приводом: допоміжні агрегати (вентилятор, водяний насос, генератор, насос сервоприводу рульового керування та, якщо є, кондиціонер) приводяться в рух не кількома клиновими пасами, а поліклиновим ременем із автоматичним натягом.
Завдяки герметизації подалі від двигуна, шумові викиди транспортних засобів, обладнаних новими двигунами, є особливо низькими; менше ніж вдвічі гучніше, ніж аналогічні двигуни.
Також варто відзначити керований термостатом попередній підігрів палива через теплообмінник охолоджуючої рідини та палива, який мають багато двигунів серії OM 601 до OM 603. Це означає, що навіть в зимових умовах паливний фільтр практично неможливо забити твердими флокулянтами з дизельного палива.
Двигуни від OM 601 до 603 із надійними вбудованими насосами впорскування Bosch (R-ESP) можуть працювати не лише з біодизелем, але й з рослинною олією (наприклад, ріпаковою) без суттєвих модифікацій. Початок впорскування слід налаштувати відповідно до в’язкого палива, забезпечуючи надійну роботу до +5 °C.

## Історія
OM 601 був представлений у 1983 році в серії 190 D. З 1984 року також встановлювався в 124 серію. Більші варіанти OM 602 і OM 603 також використовувалися тут, які використовувалися в моделях 200 D, 250 D і 300 D і таким чином замінили попередників OM 615, OM 616 і OM 617.
Спочатку всі двигуни цієї серії були доступні лише як безнаддувні двигуни, пізніше були додані варіанти з турбонаддувом. Ці турбіни мали вражаючу особливість в автомобілях серій 124 і 201: потреба у всмоктуваному повітрі була настільки великою, що повітропровід, який зазвичай встановлювався в моторному відсіку, не працював належним чином. Молодий інженер-розробник запропонував використати яскраву особливість «зябрових щілин» у передньому правому крилі. У п'ятициліндровому 190 D 2.5 Turbo було додано шість зябрових щілин; У більшому шестициліндровому Mercedes 300 D Turbo їх було п’ять, кожен у правому передньому крилі перед вирізом для коліс. Менший двигун видає 90 або 93 кВт (122 або 126 к.с.) з турбонаддувом, великий трилітровий спочатку 105 кВт (143 к.с.), пізніше 108 кВт (147 к.с.). Пізніше також були поставлені атмосферні дизельні моделі з жабрами.
Версії з на 15% більшим робочим об’ємом були доступні для використання у фургонах (T 1) і як промислові двигуни. Шестициліндровий двигун OM 603 з турбонаддувом також встановлювався на автомобілі серії S-Class 126 для США. Пізніше його використовували зі збільшеним робочим об’ємом (3,5 л) у 126 серії та в наступних 140 серіях.
В рамках програми розвитку «Дизель 89» були модифіковані всі двигуни серії ОМ 601-603. Викиди твердих частинок були зменшені приблизно на 40 відсотків завдяки вдосконаленню процесу згоряння. Як наслідок, тепер вони працювали практично без диму та відповідали суворим обмеженням часток у США навіть без фільтра сажі. Цей успіх був досягнутий завдяки новому дизайну попередньої камери з похилим упорскуванням, що забезпечує більш ефективне згоряння. Додатковий каталізатор окислення в поєднанні з рециркуляцією вихлопних газів ще більше зменшив викиди вихлопних газів.

## Безпосереднє вприскування OM 602 DE 29 LA

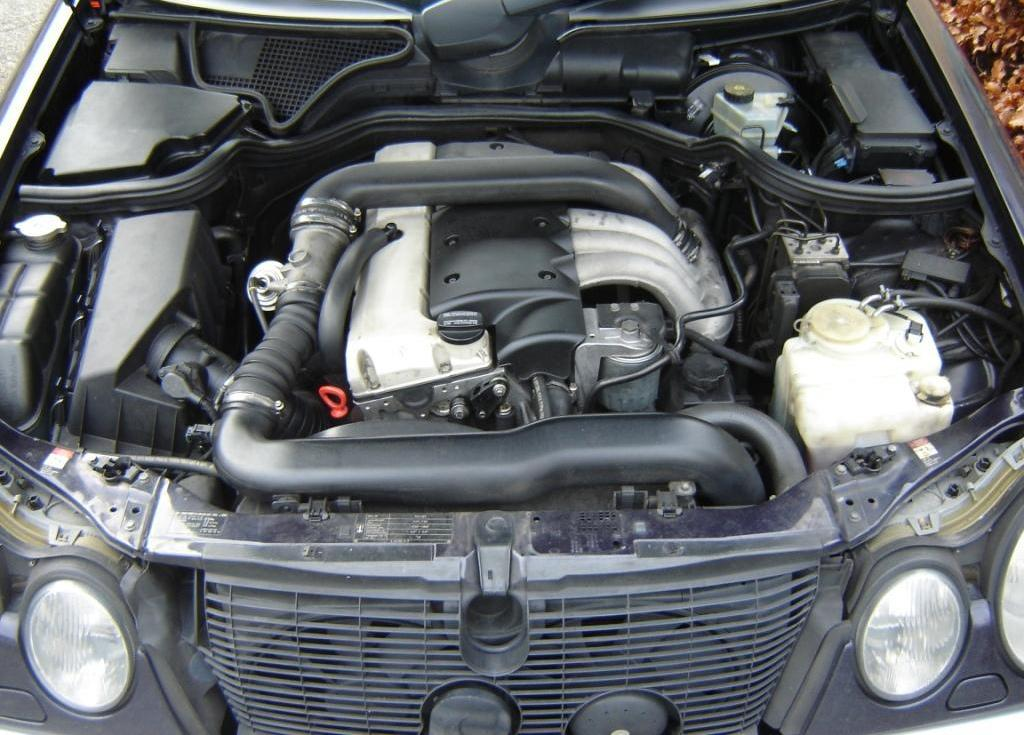
OM 602.982 в E 290 Turbodiesel (W 210)

З часом двигуни цієї серії були модернізовані і з 1993 року поступово замінені на типи OM 604, OM 605 і OM 606 з чотирма клапанами на циліндр, деякі з яких також були доступні з турбокомпресором. Проте перевірене форкамерне уприскування збереглося, за винятком турбодизель Е 290 серії 210 і T1N (Sprinter). Це був варіант прямого впорскування OM 602 з розподільним насосом уприскування EDC від Bosch.
П'ятициліндровий двигун типу OM 602 DE 29 LA (OM 602.982) з робочим об'ємом 2,9 літра займає виняткову позицію. Його встановлювали в перші роки E-Class серії 210 і в T1N (Sprinter) з турбонаддувом і інтеркулером. Це був перший дизельний двигун Mercedes-Benz для легкового автомобіля з прямим уприскуванням, але без системи Common Rail (CDI) і чотириклапанної технології. Незважаючи на пілотне впорскування та дуже консервативну вихідну потужність, двигун мав типовий гучний шум двигуна з прямим уприскуванням першого покоління. Щоб знизити рівень шуму, потрібна була значно більша ізоляція, ніж раніше.
Двигун встановлювався в серії E-Class 210 потужністю 95 кВт (129 к.с.), у G-класі потужністю 88 кВт (120 к.с.), у невеликому фургоні Sprinter потужністю 90 кВт (122 к.с.), в Unimog U90 (408) і UX100 (409), а також у фургонах Vario (назви моделей 512D, 612D і 812D).

## Виготовлений за ліцензією OM 662

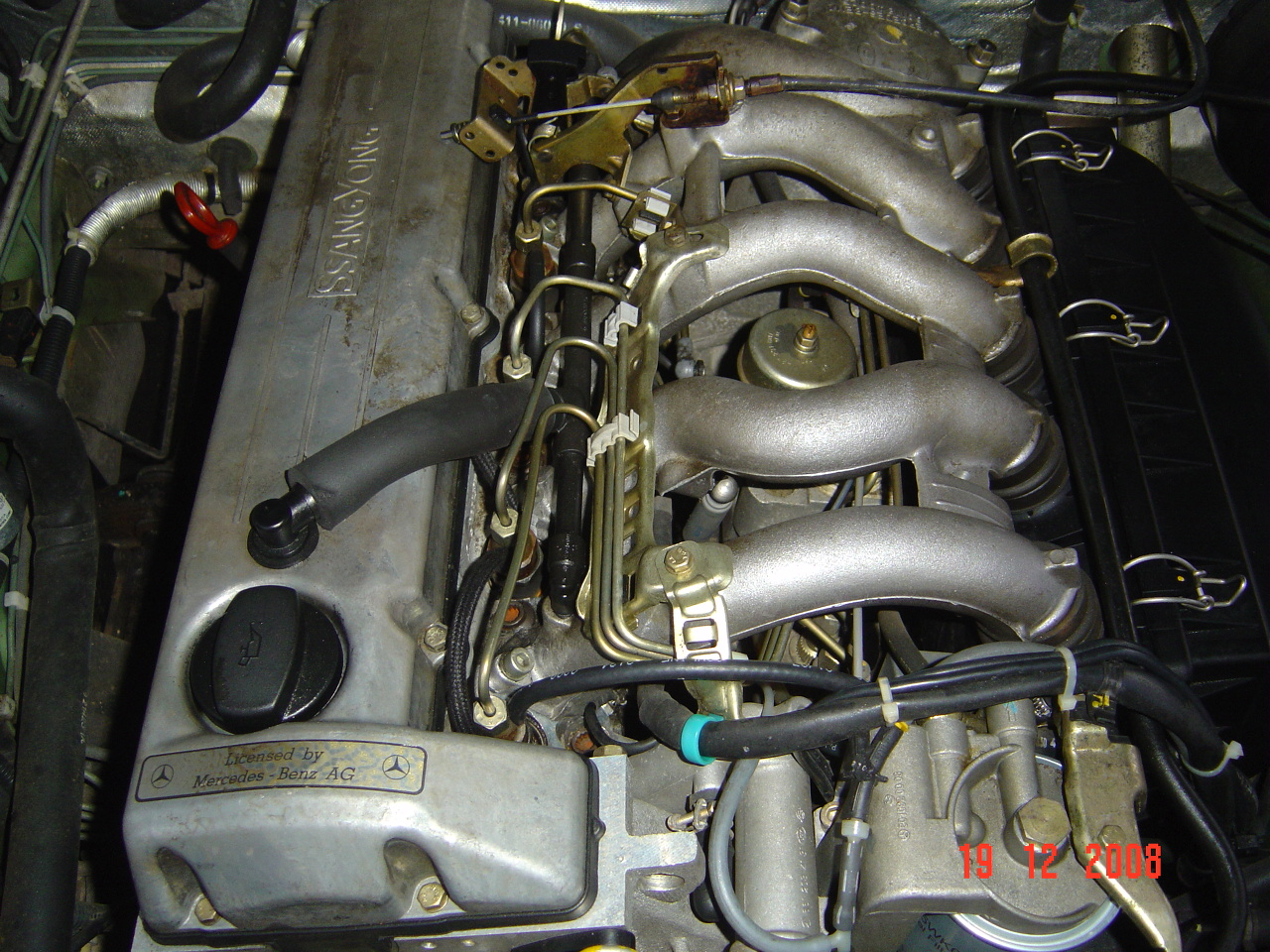
OM662

Інше відгалуження цього двигуна було розроблено для компанії SsangYong Motor в Кореї для їхніх моделей Musso, Korando та Rexton і виготовлялося за ліцензією самої Ssangyong. Він заснований на OM 602 DE 29 LA, але був перетворений на передкамерне впорскування і тому отримав назву OM 662. Цей двигун не використовувався самим Mercedes-Benz, але він значиться там у програмі запчастин. Двигун пропонувався з потужністю 88 кВт (120 к.с.) і без турбокомпресора з потужністю 70–72 кВт (95–98 к.с.).
З 2004 року компанія SsangYong самостійно модифікувала двигун: його було зменшено до 2696 см³ (86,2 × 92,4) і переведено на чотириклапанну технологію, включаючи систему прямого впорскування Common Rail. Тепер двигун видає 121 кВт (165 к.с.) і має крутний момент 340 Нм у діапазоні обертів 1800–3250 об/хв.

## Технічні дані

### Чотирициліндровий
| Назва                                         | Тип двигуна    | Турбіна         | Модель  | Потужність (1/хв)      | Крутний момент (1/хв) | період виробництва                        |
| --------------------------------------------- | -------------- | --------------- | ------- | ---------------------- | --------------------- | ----------------------------------------- |
| Об'єм: 1997 см³, Діаметр × Хід: 87 × 84 мм    |                |                 |         |                        |                       |                                           |
| 190 D (W 201)                                 | OM 601 D 20    | –               | 601.911 | 53 kW (72 PS) bei 4600 | 123 Нм при 2800       | 1983–1989                                 |
| 190 D (W 201)                                 | OM 601 D 20    | –               | 601.911 | 55 kW (75 PS) bei 4600 | 126 Нм при 2700–3550  | 1989–1993                                 |
| 200 D (W/S 124)                               | OM 601 D 20    | –               | 601.912 | 53 kW (72 PS) bei 4600 | 123 Нм при 2800       | 1985–1989                                 |
| 200 D, E 200 Diesel (W/S 124)                 | OM 601 D 20    | –               | 601.912 | 55 kW (75 PS) bei 4600 | 126 Нм при 2700–3550  | 1989–1995                                 |
| C 200 Diesel (W 202)                          | OM 601 D 20    | –               | 601.913 | 55 kW (75 PS) bei 4600 | 130 Нм при 2000–3600  | 1993–1995                                 |
| Об'єм: 2197 см³, Дііаметр × Хід: 87 × 92,4 мм |                |                 |         |                        |                       |                                           |
| 190 D 2.2 (W 201)                             | OM 601 D 22    | –               | 601.921 | 54 kW (73 PS) bei 4200 | 130 Нм при 2800       | 1983–1985                                 |
| Об'єм: 2299 см³, Діаметр × Хід: 89 × 92,4 мм  |                |                 |         |                        |                       |                                           |
| 208 D (601), 308 D (602), 408 D (611) (T 1)   | OM 601 D 23    | –               | 601.940 | 58 kW (79 PS) bei 3800 | 157 Нм при 2000–2800  | 1988–1995                                 |
| 208 D (601), 308 D (602), 408 D (611) (T 1)   | OM 601 D 23    | –               | 601.940 | 60 kW (82 PS) bei 4000 | 157 Нм при 2000–2800  | 1988–1995 (Modelle mit Automatikgetriebe) |
| Vito 108 D (W 638)                            | OM 601 D 23    | –               | 601.942 | 58 kW (79 PS) bei 3800 | 152 Нм при 2300–3000  | 1996–1999                                 |
| Sprinter 208 D, 308 D, 408 D (W 901–905)      | OM 601 D 23    | –               | 601.943 | 58 kW (79 PS) bei 3800 | 152 Нм при 2300–3000  | 1995–2000                                 |
| Vito 110 D, V 230 Turbodiesel (W 638)         | OM 601 D 23 LA | Abgasturbolader | 601.970 | 72 kW (98 PS) bei 3800 | 230 Нм при 1700       | 1996–1999                                 |

### П'ятициліндровий
| Назва                                         | Тип двигуна     | Турбіна         | Модель           | Потужність (1/хв)       | Крутний момент (1/хв) | період виробництва                               |
| --------------------------------------------- | --------------- | --------------- | ---------------- | ----------------------- | --------------------- | ------------------------------------------------ |
| Об'єм: 2497 см³, Діаметр × Хід: 87 × 84 мм    |                 |                 |                  |                         |                       |                                                  |
| 250 GD (W 460)                                | OM 602 D 25     | –               | 602.930          | 62 kW (84 PS) bei 4600  | 154 Нм при 2200–2800  | 1987–1992                                        |
| 250 GD Wolf (W 461)                           | OM 602 D 25     | –               | 602.939          | 68 kW (92 PS) bei 4600  | 158 Нм при 2200–3100  | 1992–2000                                        |
| 250 GD (W 462)                                | OM 602 D 25     | –               | 602.931          | 69 kW (94 PS) bei 4600  | 158 Нм при 2600–3100  | 1990–1992                                        |
| 190D 2.5 (W 201)                              | OM 602 D 25     | –               | 602.911          | 66 kW (90 PS) bei 4600  | 154 Нм при 2800       | 1985–1989                                        |
| 190D 2.5 (W 201)                              | OM 602 D 25     | –               | 602.911          | 69 kW (94 PS) bei 4600  | 156 Нм при 2600–3100  | 1989–1993                                        |
| 190D 2.5 (W 201)                              | OM 602 D 25     | –               | 602.911          | 66 kW (90 PS) bei 4600  | 154 Нм при 2600–3000  | 1990–1993 (Ausführung mit Oxidationskatalysator) |
| 250 D (W/V/S/F/VF 124)                        | OM 602 D 25     | –               | 602.912          | 66 kW (90 PS) bei 4600  | 154 Нм при 2800       | 1985–1989                                        |
| 250 D (W/V/S/F/VF 124)                        | OM 602 D 25     | –               | 602.912          | 69 kW (94 PS) bei 4600  | 156 Нм при 2600–3100  | 1989–1993                                        |
| 250 D (W/V/S/F/VF 124)                        | OM 602 D 25     | –               | 602.912          | 66 kW (90 PS) bei 4600  | 154 Нм при 2600–3000  | 1990–1993 (Ausführung mit Oxidationskatalysator) |
| 190 D 2.5 Turbo (W 201)                       | OM 602 D 25 A   | Abgasturbolader | 602.961          | 90 kW (122 PS) bei 4600 | 225 Нм при 2400       | 1986–1988                                        |
| 190 D 2.5 Turbo (W 201)                       | OM 602 D 25 A   | Abgasturbolader | 602.961          | 93 kW (126 PS) bei 4600 | 231 Нм при 2800       | 1988–1993                                        |
| 250 D Turbo, E 250 Turbodiesel (W/S/F/VF 124) | OM 602 D 25 A   | Abgasturbolader | 602.962          | 93 kW (126 PS) bei 4600 | 231 Нм при 2800       | 1988–1996                                        |
| Об'єм: 2874 см³, Діаметр × Хід: 89 × 92,4 мм  |                 |                 |                  |                         |                       |                                                  |
| 290 GD (W 461)                                | OM 602 D 29     | –               | 602.942, 602.946 | 70 kW (95 PS) bei 4000  | 192 Нм при 2300       | 1992–1997                                        |
| 290 GD (W 461)                                | OM 602 D 29     | –               | 602.947          | 72 kW (98 PS) bei 4000  | 192 Нм при 2400–2600  | 1992–1997                                        |
| 210 D / 310 D / 410 D (T 1)                   | OM 602 D 29     | –               | 602.940          | 70 kW (95 PS) bei 3800  | 192 Нм при 2400–2600  | 1989–1995                                        |
| 210 D / 310 D / 410 D (T 1)                   | OM 602 D 29     | –               | 602.940          | 72 kW (98 PS) bei 3800  | 192 Нм при 2400–2600  | 1989–1995 (Modelle mit Automatikgetriebe)        |
| Sprinter 210 D / 310 D / 410 D (W 901–905)    | OM 602 DE 29 LA | Abgasturbolader | 602.980          | 75 kW (102 PS) bei 3400 | 250 Нм при 2000       | 1997–2000                                        |
| 290 GD Turbo (W 461)                          | OM 602 DE 29 LA | Abgasturbolader | 602.983          | 88 kW (120 PS) bei 3800 | 280 Нм при 1900–2300  | 1997–2001                                        |
| Sprinter 212 D / 312 D / 412 D (W 901–905)    | OM 602 DE 29 LA | Abgasturbolader | 602.980          | 90 kW (122 PS) bei 3800 | 280 Нм при 2000–2300  | 1995–2000                                        |
| Vario 512 D / 612 D / 812 D (Vario)           | OM 602 DE 29 LA | Abgasturbolader | 602.984, 602.985 | 90 kW (122 PS) bei 3800 | 280 Нм при 2000–2300  | 1996–2002                                        |
| E 290 Turbodiesel (W/S 210)                   | OM 602 DE 29 LA | Abgasturbolader | 602.982          | 95 kW (129 PS) bei 4000 | 300 Нм при 1800–2400  | 1996–1999                                        |

### Шестициліндровий
| Назва                                        | Тип двигуна   | Турбіна         | Модель  | Потужність (1/хв)        | Крутний момент (1/хв) | період виробництва                               |
| -------------------------------------------- | ------------- | --------------- | ------- | ------------------------ | --------------------- | ------------------------------------------------ |
| Об'єм: 2996 см³, Діаметр × Хід: 87 × 84 мм   |               |                 |         |                          |                       |                                                  |
| 300 GD, G 300 Diesel (W 463)                 | OM 603 D 30   | –               | 603.931 | 83 kW (113 PS) bei 4600  | 191 Нм при 2700–2900  | 1990–1994                                        |
| 300 D (W/S 124)                              | OM 603 D 30   | –               | 603.912 | 80 kW (109 PS) bei 4600  | 185 Нм при 2800       | 1985–1989                                        |
| 300 D (W/S 124)                              | OM 603 D 30   | –               | 603.912 | 81 kW (110 PS) bei 4600  | 191 Нм при 2800–3050  | 1989–1993                                        |
| 300 D (W/S 124)                              | OM 603 D 30   | –               | 603.912 | 83 kW (113 PS) bei 4600  | 191 Нм при 2800–3050  | 1991–1993 (Ausführung mit Oxidationskatalysator) |
| 300 D Turbo, E 300 Turbodiesel (W/S 124)     | OM 603 D 30 A | Abgasturbolader | 603.962 | 105 kW (143 PS) bei 4600 | 267 Нм при 2400       | 1986–1988                                        |
| 300 D Turbo, E 300 Turbodiesel (W/S 124)     | OM 603 D 30 A | Abgasturbolader | 603.962 | 108 kW (147 PS) bei 4600 | 273 Нм при 2400       | 1988–1996                                        |
| 300 SDL Turbo (V 126)                        | OM 603 D 30 A | Abgasturbolader | 603.961 | 110 kW (150 PS) bei 4600 | 273 Нм при 2400       | 1985–1987                                        |
| Об'єм: 3449 см³, Діаметр × Хід: 89 × 92,4 мм |               |                 |         |                          |                       |                                                  |
| 350 GD Turbo, G 350 Turbodiesel (W 463)      | OM 603 D 35 A | Abgasturbolader | 603.972 | 100 kW (136 PS) bei 4000 | 305 Нм при 1800       | 1992–1997                                        |
| 350 SD/SDL Turbo (W/V 126)                   | OM 603 D 35 A | Abgasturbolader | 603.970 | 100 kW (136 PS) bei 4000 | 310 Нм при 2000       | 1990–1991                                        |
| 300 SD Turbo, S 350 Turbodiesel (W 140)      | OM 603 D 35 A | Abgasturbolader | 603.971 | 110 kW (150 PS) bei 4000 | 310 Нм при 2000       | 1991–1996                                        |